# Galbūs
Galbūs (persiska: گلبوس) är en ort i Iran.   Den ligger i provinsen Östazarbaijan, i den nordvästra delen av landet, 400 km nordväst om huvudstaden Teheran. Galbūs ligger 1 086 meter över havet och antalet invånare är 388.
Terrängen runt Galbūs är kuperad åt sydväst, men åt nordost är den platt.Runt Galbūs är det ganska glesbefolkat, med 40 invånare per kvadratkilometer. Närmaste större samhälle är Darīn Daraq, 15,1 km väster om Galbūs. Trakten runt Galbūs består i huvudsak av gräsmarker.